# 芝麻鬼脸天蛾
芝麻鬼脸天蛾（学名：Acherontia styx）是鱗翅目天蛾科的一种，鬼臉天蛾屬中的三种天蛾之一。

## 形态特征

### 成虫
成虫翅长50～55毫米。头部棕黑色；肩板青蓝色；胸部背面的骷髅形纹前半棕色带褐，下半较暗，两眼形黑点。腹部中央有青蓝色中背线，并有黑黄相间的横纹。胸足较短，黑色，各节间有黄色环纹。前翅棕黑色，翅面杂有微细白点及黄褐色粉末，横线及外横线由数条隐约不明的波状纹组成，中室有一黄色小点，近外缘有橙黄色纵条；后翅杏黄色，有棕黑色横线两条。
- ♂   A. s. styx
- △ ♂  A. s. styx
- ♀  A. s. styx
- △ ♀ A. s. styx

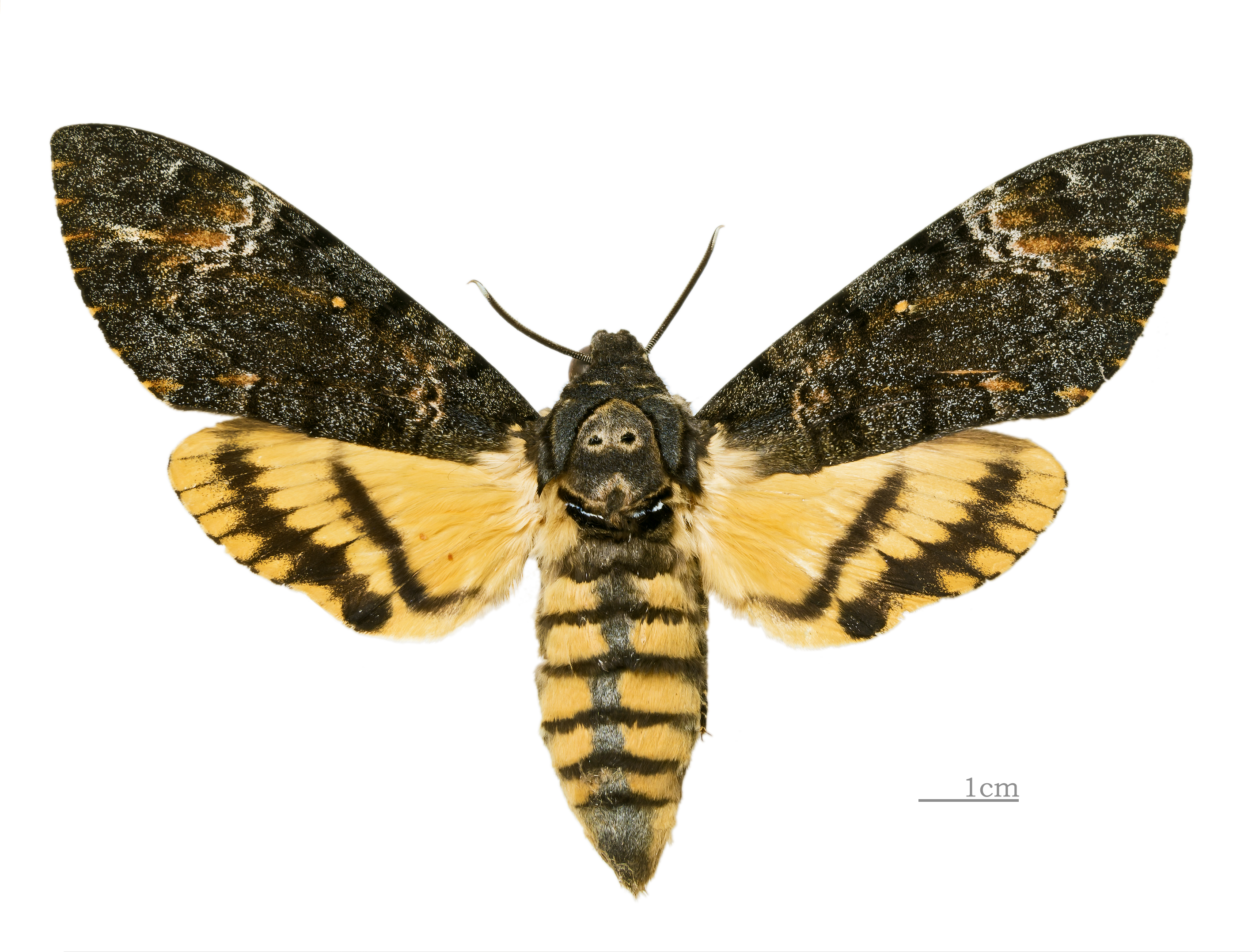
A. s. medusa
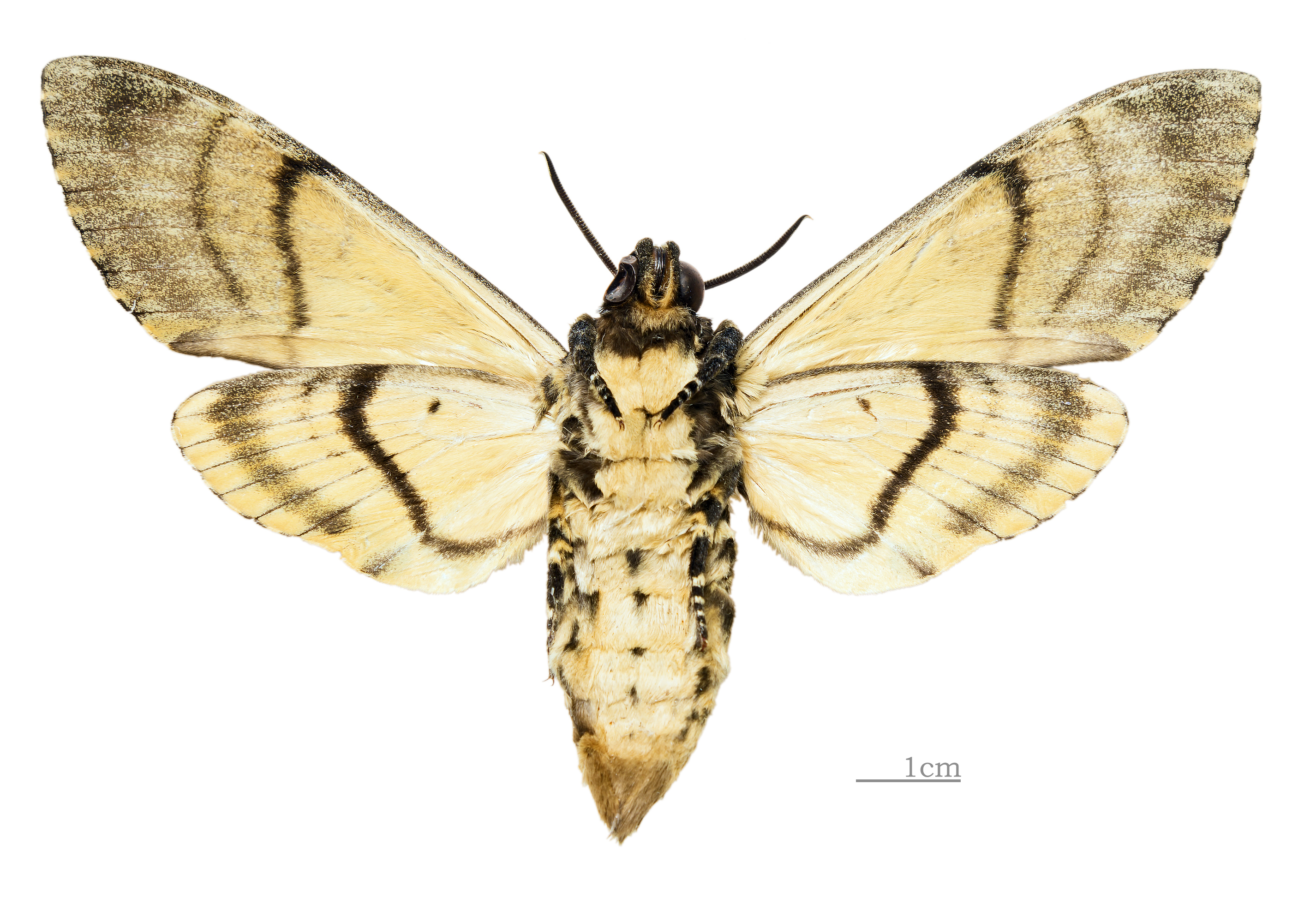
A. s. medusa
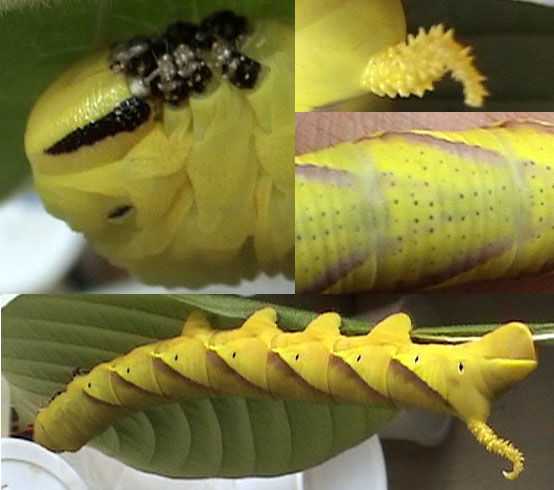
幼虫

### 蛹
蛹长50～56毫米，红褐色，各体节前半色深，后半色淡，腹端棕黑色。

### 幼虫
幼虫幼龄时体色较浅，头及胸部有许多淡黄色颗粒。老熟幼虫体长90～100毫米。头部深绿色，半球形。体色青绿，第1至第8腹节两侧有黄色至灰褐色斜纹。斜纹上方浅蓝色，背面散布蓝色小点。尾角长10～11毫米，黄色，呈“S”形。

### 卵
卵呈球形，黄色，高0.8～1.0毫米。成虫一般将卵产于寄主顶梢的嫩叶上，每个叶片一般产卵一粒，每只雌蛾科产卵100～150粒。

## 发生世代、寄主及分布
芝麻鬼脸天蛾一年发生一代，以蛹在土中6～10厘米深的土室内过冬。幼虫以芝麻及茄科、马鞭草科、豆科、木樨科、紫葳科及唇形科等植物为寄主。成虫在5、6月间出现，散产卵于寄住叶背。分布于中国、朝鲜半岛、日本、印度、斯里兰卡和缅甸等地。

## 相關影視
- 沉默的羔羊

## 外部連接

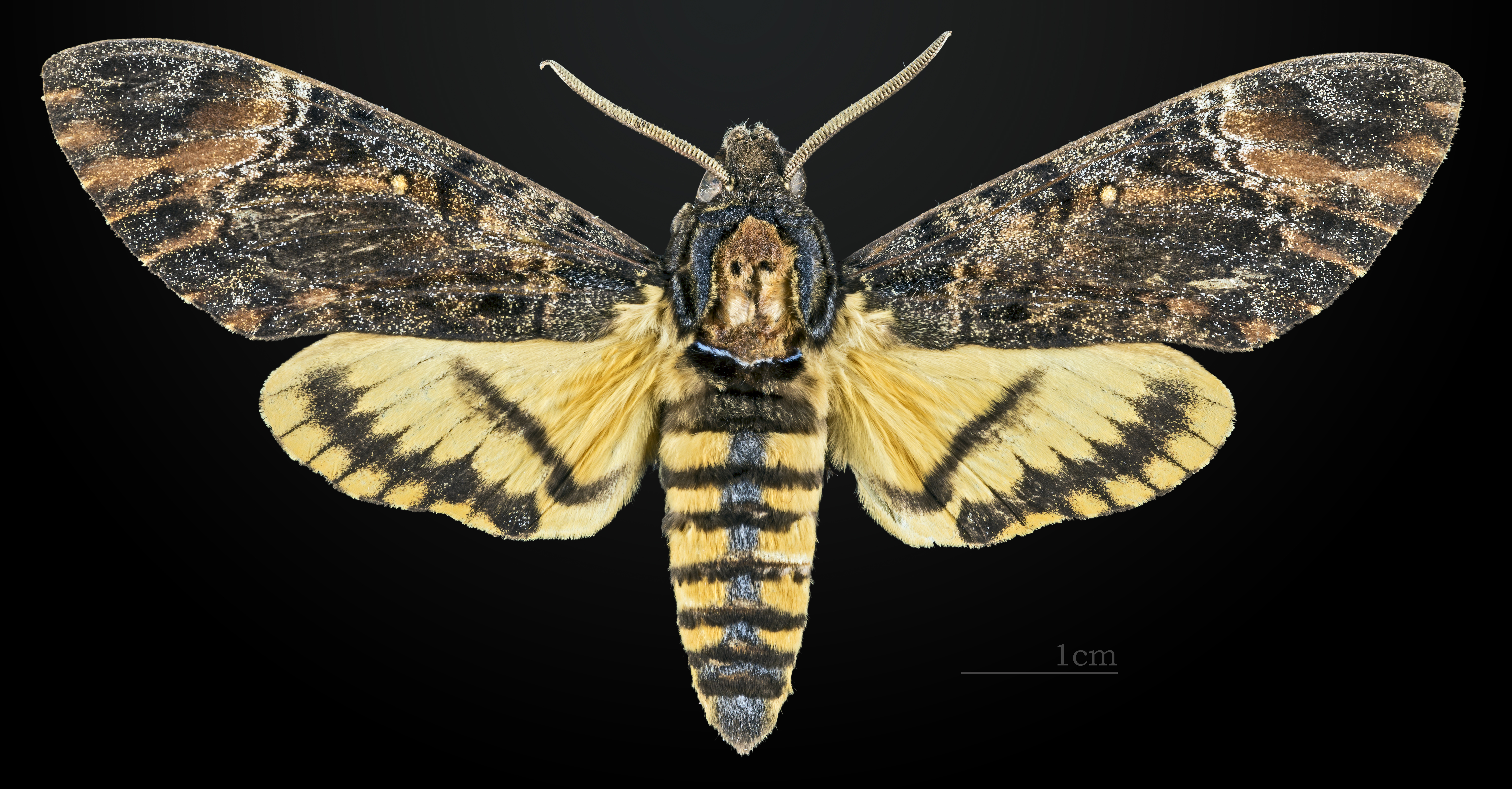
Sound recording of Acherontia styx at BioAcoustica （页面存档备份，存于）
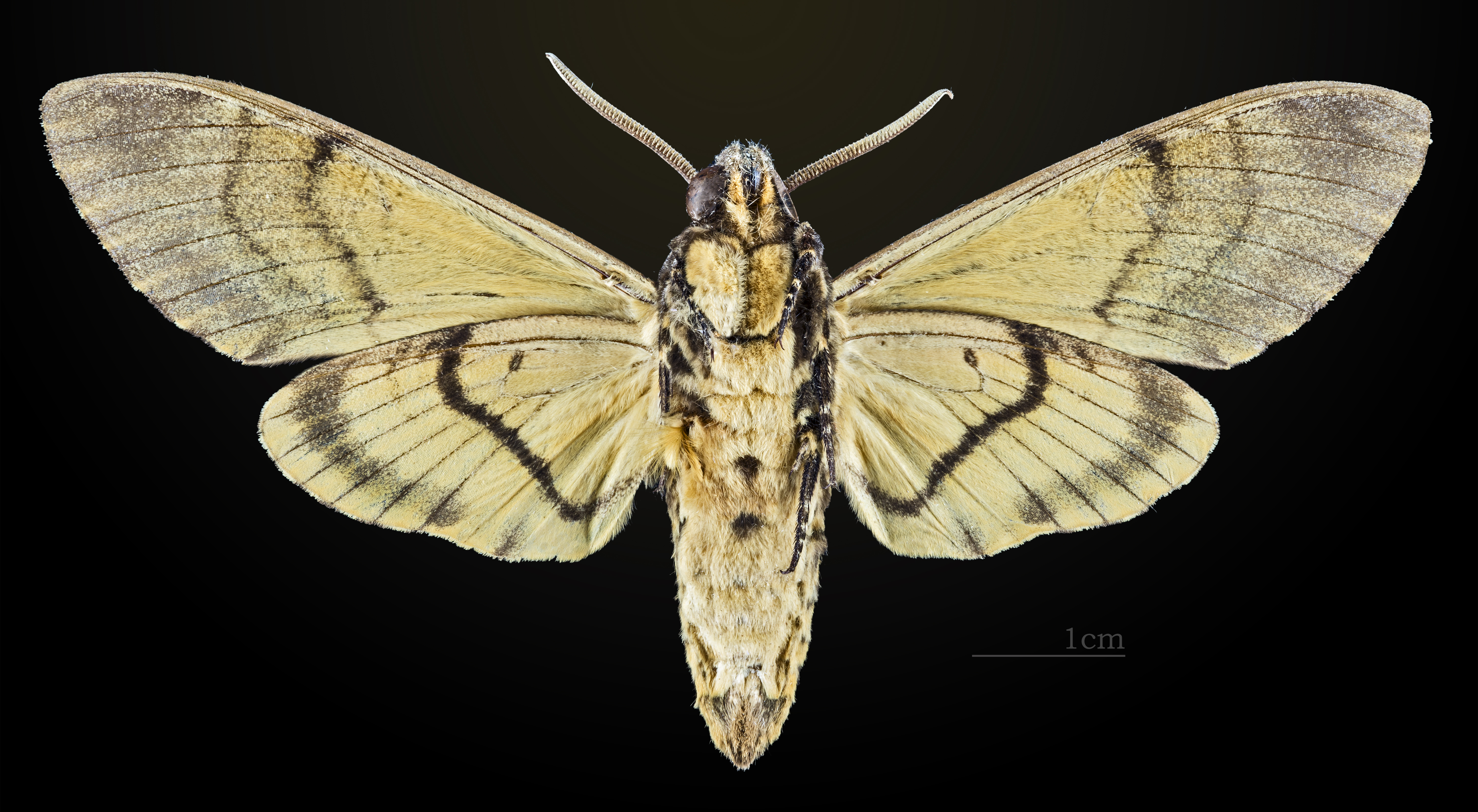
△ ♂ A. s. styx
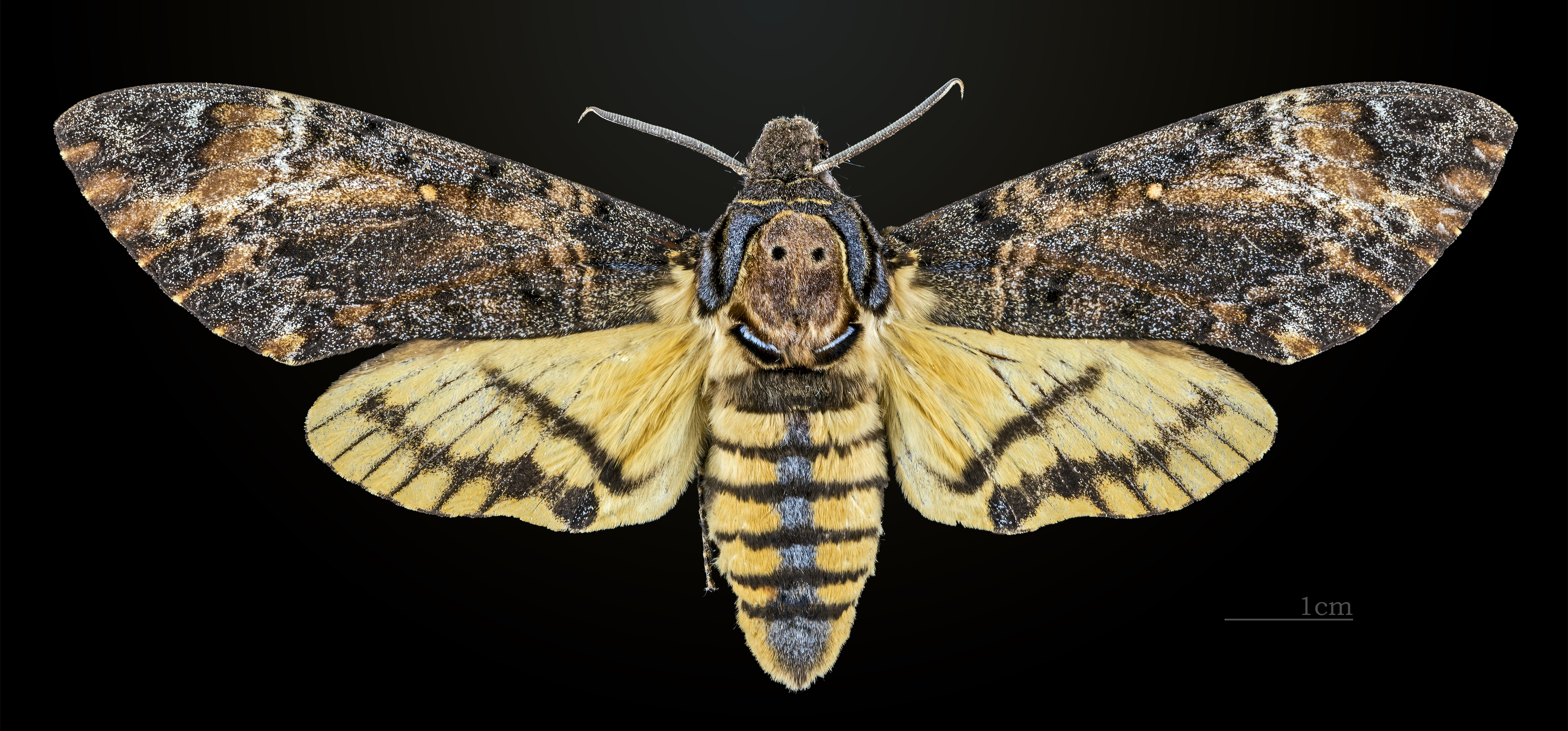
♀ A. s. styx
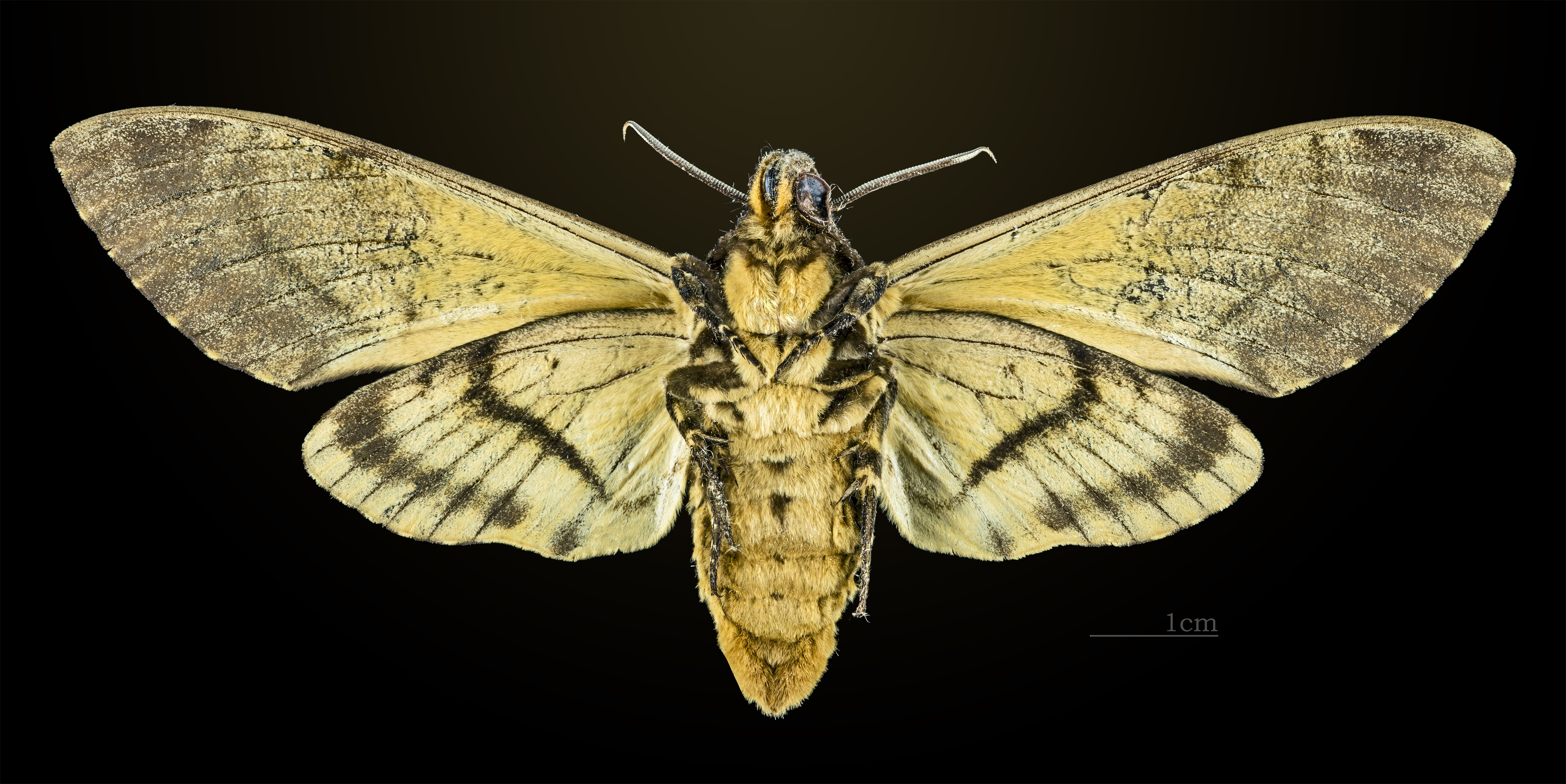
△ ♀ A. s. styx